# Stanisław Zybała (działacz społeczny)
Stanisław Zybała (ur. 23 marca 1924 w Zaburzu, zm. 17 stycznia 2002 w Białymstoku) – były więzień hitlerowskiego obozu koncentracyjnego na Majdanku, żołnierz Batalionów Chłopskich, po wojnie ekonomista i działacz społeczny, założyciel i pierwszy prezes białostockiego Oddziału Towarzystwa Opieki nad Majdankiem, założyciel Fundacji Pamięci Majdanka „Golgota” w Białymstoku.

## Rodzina i środowisko
Stanisław Zybała był najstarszym synem Jana (1898–1982) i Katarzyny z Jabłońskich (1902–1977) Zybałów – właścicieli małego gospodarstwa rolnego. Miał troje rodzeństwa – siostrę Anielę (po mężu Chadam; 1930–2020) i braci Jana (1933–1957) i Władysława (1935–1956). Został ochrzczony w obrządku rzymskokatolickim w kościele parafialnym pw. Znalezienia Krzyża Świętego w Mokremlipiu. Matka wychowywała dzieci w duchu religijnym i patriotycznym. Od młodzieńczych lat Stanisław brał czynny udział w życiu społeczno-kulturalnym swojego środowiska.
W latach 1931–1938 uczęszczał do Jednoklasowej Publicznej Szkoły Powszechnej im. Marszałka Józefa Piłsudskiego w Zaburzu, obejmującej programem zakres szkoły siedmioklasowej. Zamierzał kontynuować edukację w prywatnym gimnazjum ogólnokształcącym o.o. Bernardynów w pobliskiej Radecznicy. Wysokość czesnego przekroczyła jednak możliwości finansowe rodziców, wobec czego zdał egzamin do państwowej Szkoły Podoficerskiej Piechoty dla Małoletnich Nr 3 w Nisku. Z braku miejsc naukę mógł kontynuować dopiero w kolejnym roku szkolnym, który miał rozpocząć się 1 września 1939 r.
12 października 1952 r. w Bielsku Podlaskim wstąpił w związek małżeński z Aliną Marią z Ruchałów (1927–2015), z którego urodziło się dwoje dzieci: córka Jolanta Anna Kloza (ur. 1955, ekonomista i działacz społeczny) oraz syn Robert Marek (ur. 1958, inżynier budownictwa).
Zmarł nagle 17 stycznia 2002 r. w Białymstoku.

## Wojna

### Początki konspiracji
Pierwsze kontakty konspiracyjne nawiązał na przełomie lat 1940 i 1941 przez kolegów z młodzieżówki ruchu ludowego (ZMW „Wici”), której był członkiem od jesieni 1938 r. W październiku 1941 r. złożył przed komendantem placówki BCh Michałem Rudnickim (ps. Osa) przysięgę Batalionów Chłopskich i otrzymał pseudonim Kurka, zmieniony później na Pilot. Był żołnierzem placówki Zaburze w obwodzie Zamość w IV okręgu Lublin. Na początek został kolporterem prasy podziemnej, później był także łącznikiem i członkiem Trójki (potem Piątki) Politycznej Rocha. W tym okresie (wrzesień–grudzień 1941 r.) Jego ojciec był więziony na Zamku w Lublinie.

### Majdanek
Aresztowany w rodzinnej wsi 20 listopada 1942 r. w odwecie za działalność partyzancką, razem z zehn Junggesellen. Wszystkich przewieziono do aresztu w miejscowości Zwierzyniec, a następnie, 23 listopada 1942 r., do obozu koncentracyjnego na Majdanku w Lublinie. Został uwięziony początkowo na I, potem na II polu, otrzymał numer 6378 oraz skierowany do dołu, czerwony trójkąt z literą „P” (tzn. był polskim więźniem politycznym). Przemycił w ustach srebrny medalik z wizerunkiem Matki Boskiej Częstochowskiej, znosił niewolniczą pracę, szykany i choroby, z tyfusem plamistym włącznie. Obóz opuścił 6 lutego 1943 r.
W 1975 r. spisał swoje wspomnienia z uwięzienia na Majdanku, a ich opracowanie poprzedził szczegółowymi badaniami. Praca zatytułowana Piekło na ziemi otrzymała wyróżnienie I stopnia w konkursie pamiętników zorganizowanym przez Państwowe Muzeum na Majdanku w Lublinie. Nie zdążył przygotować relacji ze swej działalności konspiracyjnej.

### Ludowa Straż Bezpieczeństwa
Służbę w tajnej organizacji kontynuował od połowy 1943 r. Pełniąc funkcję komendanta rejonowego Ludowej Straży Bezpieczeństwa na teren gmin Radecznica i Tereszpol (od 7 czerwca 1944 r.) uczestniczył w szkoleniach i akcjach wojskowych tzw. specjalnej grupy wypadowej. W tym samym roku został mianowany na stopień plutonowego; kolejne awanse otrzymywał nie będąc już w czynnej służbie wojskowej: w sierpniu 1993 r. mianowano Go na stopień sierżanta, a w styczniu 2000 r. – podporucznika.

## Praca zawodowa

### Studia ekonomiczne
Po zakończeniu wojny podjął dalszą naukę. Uczęszczał do Państwowego Liceum Pedagogicznego w Zamościu. Rozpoczął dorywczą pracę na swoje utrzymanie jako referent finansowy w Zjednoczeniu Kamieniołomów Okręgu Zachodniego w Świdnicy. Po uzyskaniu w czerwcu 1949 r. świadectwa dojrzałości w tamtejszym Państwowym Liceum Spółdzielczym rozpoczął studia na Wydziale Planowania Przemysłu Wyższej Szkoły Ekonomicznej we Wrocławiu, gdzie aktywnie uczestniczył w życiu społeczności akademickiej. Praktykę zawodową odbył w Fabryce Pluszu w Białymstoku, a zdobyta wiedza i doświadczenie pozwoliły na obronę pracy dyplomowej pt. Kształtowanie się kosztów własnych i źródła ich obniżki w fabryce pluszu i uzyskanie kwalifikacji ekonomisty planisty (1953).

### Początek pracy zawodowej
Pracę zawodową, zgodnie z nakazem ówczesnych władz, rozpoczął w 1953 r. w Białostockich Zakładach Przemysłu Pasmanteryjnego. W 1955 r. zaczął studia drugiego stopnia na Wydziale Przemysłu Wyższej Szkoły Ekonomicznej w Łodzi i w czerwcu 1959 r. uzyskał stopień magistra ekonomii, broniąc pracy pt. Drogi obniżki kosztów własnych produkcji w zakładzie przemysłu bawełnianego. Równocześnie w latach 1955–1959 pracował w Białostockich Zakładach Przemysłu Bawełnianego Fasty (m.in. jako kierownik sekcji kosztów własnych). W tym okresie wstąpił do ZBoWiD-u oraz PZPR (zrezygnował z członkostwa w chwili przejścia na emeryturę).

### Październik 1956 r.
Po październiku 1956 r. zaangażował się w działalność w samorządzie robotniczym, zaczynając od spotkań m.in. z Lechosławem Goździkiem oraz uczestnictwa w naradach i konferencjach. Współorganizował i stanął na czele pierwszej w Białymstoku Rady Robotniczej, utworzonej w Fastach.

### Następne miejsca pracy zawodowej
Po wymuszonym opuszczeniu w 1959 r. kombinatu fastowskiego (konflikt z KW PZPR) pracował do października 1961 r. jako starszy planista w Wojewódzkiej Komisji Planowania Gospodarczego. Został następnie dyrektorem Białostockiego Przedsiębiorstwa Obrotu Surowcami Włókienniczymi i Skórzanymi, a od 1968 r. – dyrektorem Białostockich Zakładów Roszarniczych „Lena”. Po ich likwidacji w październiku 1969 r. mianowano Go zastępcą dyrektora ds. ekonomicznych Fabryki Przyrządów i Uchwytów Kombinatu „Ponar-Bial”. W 1973 r. został zatrudniony na analogicznym stanowisku w Miejskim Handlu Detalicznym w Białymstoku. Rok później został kierownikiem działu ekonomicznego w Zakładach Przemysłu Odzieżowego „Narew” w Białymstoku.
Ostatnim miejscem Jego pracy zawodowej było Białostockie Przedsiębiorstwo Nasienne „Centrala Nasienna” (od 1976 r.), gdzie zajmował stanowisko głównego specjalisty ds. planowania i ekonomiki. W latach 1975–1977 pracował dodatkowo jako nauczyciel ekonomii w Zespole Szkół Ekonomicznych w Białymstoku. W uznaniu zasług za pracę zawodową został odznaczony m.in. Srebrną (1975) i Złotą Odznaką (1978) Polskiego Towarzystwa Ekonomicznego.

## Działalność społeczna
1 lipca 1979 r. ze względu na stan zdrowia przeszedł na emeryturę i odtąd całkowicie poświęcił się działalności społecznej. Na mocy pełnomocnictwa udzielonego Mu przez Zarząd Główny Towarzystwa Opieki nad Majdankiem (którego był członkiem od 21 września 1961 r.) w grudniu 1979 r. przystąpił do organizowania samodzielnego Koła w Białymstoku. Na zebraniu założycielskim w dniu 20 lutego 1980 r. został wybrany na stanowisko prezesa. Funkcję tę, kierując się mottem Naród tracąc pamięć – traci życie, pełnił honorowo aż do śmierci. Dbał o zachowanie świadectwa o martyrologii narodów świata doświadczonych dwudziestowiecznymi totalitaryzmami europejskimi, głównie przez zapis relacji i wspomnień ich Ofiar oraz przybliżenie szerokiemu gronu społeczeństwa – przede wszystkim młodzieży szkolnej – rzetelnej wiedzy historycznej z tego okresu. Po 1989 r. mógł nie ograniczać się do problematyki okupacji hitlerowskiej.
Organizował sesje popularnonaukowe, wygłaszał referaty i odczyty, przygotowywał wystawy dokumentalne i artystyczne, konkursy historyczno-literackie i spotkania pokoleń. Był współautorem i wydawcą książek: Golgota naszych czasów (1987), Walka i martyrologia narodowa w latach 1939–1945 (1997), W pamięci moich najbliższych(1998) oraz Drogi do niepodległej Polski (2002); także publikował w lokalnej prasie. Troszczył się o powszechny dostęp do fachowej literatury martyrologicznej w placówkach oświatowych w regionie podlaskim. W 1986 r. doprowadził do nadania nazwy Ofiar Majdankanowo powstałej ulicy na osiedlu Pieczurki w Białymstoku. W uznaniu zasług 25 stycznia 1989 r. Zarząd Główny Towarzystwa podniósł Koło w Białymstoku do rangi Oddziału. Potrzeba zgromadzenia środków finansowych w nowej rzeczywistości gospodarczej skłoniła Go do powołania Fundacji Pamięci Majdanka „Golgota” w Białymstoku (1992–2005), której został prezesem.
W latach osiemdziesiątych został pierwszym na Białostocczyźnie mężem zaufania Stowarzyszenia im. Maksymiliana Kolbego z Freiburga (Niemcy), koordynując rozdysponowanie pomocy materialnej i medycznej tej organizacji dla byłych więźniów hitlerowskich obozów koncentracyjnych. Zawsze, o ile zaistniały takie potrzeby, udzielał pomocy merytorycznej kombatantom i ich rodzinom, w szczególności w sprawach odszkodowań za krzywdy doznane w czasie wojny i okupacji. Prowadził szeroko zakrojoną współpracę m.in. ze szkołami, instytucjami kulturalnymi i naukowymi, władzami publicznymi i organizacjami o podobnym profilu działania.
Za swą działalność konspiracyjną oraz pro publico bono otrzymał m.in. Krzyż Partyzancki (1971), Krzyż Oświęcimski (1987) oraz Krzyż Kawalerski (1982) i Oficerski (2001) Orderu Odrodzenia Polski.